# Gergely Tibor
Gergely Tibor (szül. Grünstein, Budapest, 1900. augusztus 3. – New York, 1978. január 13.) magyar festőművész, grafikus, Lesznai Anna férje.

## Élete
Gergely (Grünstein) Mór (1864–1908) magántisztviselő és Epstein Regina (1871–1952) gyermekeként született. A Budapesti V. Kerületi Magyar Királyi Állami Főreáliskolában érettségizett (1918). Tanulmányai alatt rendszeresen látogatta a Galilei Kör üléseit, s hallgatta a Vasárnapi Kör tagjai által 1917-ben létrehozott Szellemi Tudományok Szabad Iskolájának előadásait. Ekkortájt ismerkedett meg a vasárnaposokkal, s így későbbi feleségével, Lesznai Annával. A Magyarországi Tanácsköztársaság idején a Közoktatásügyi Népbiztosság munkatársa volt, a bukás után Lesznaival az osztrák fővárosba emigrált. Bécsben beiratkozott az iparművészeti főiskolára, ahol litográfiát tanult. Ezután a Der Wiener Tag című lap karikaturistája lett, majd pedig különböző mesekönyvek (pl. Balázs Béla Das richtige Himmelblau) illusztrálásával foglalkozott. Eközben festett is, s műveit a Hagenbund főegyesületnek köszönhetően kiállíthatta. 1931-ben visszajött Magyarországra, és Orbán Dezső Atelier Művészeti Tervező és Műhelyiskolájában oktatott. Grafikái a Tükör című lapban jelentek meg. A Képzőművészek Új Társaságának tagjaként többször kiállították festményeit, s két alkalommal önálló kiállítást is rendezett; egyet az Ernst Múzeumban, egyet pedig a Tamás Galériában. Az antiszemitizmus felerősödése miatt 1939-ben Lesznaival az Amerikai Egyesült Államokba emigrált, s New York városában találtak új otthonra. Itt Gergely gyermekkönyvek illusztrálásával foglalkozott. A Western Publishing Co. kiadó rengeteg illusztrációját jelentette meg.